# Кюрасао и зависимые территории
Кюрасао и зависимые территории (нидерл. Curaçao en onderhorigheden; папьям. Kòrsou i las dependenshas) — колониальное владение Нидерландов, объединявшее несколько островов архипелага Малые Антильские острова в Карибском море.
Существовало в 1815—1828 годах и с 1845 по 1936 год под названием Колония Кюрасао и зависимые территории, после чего оно стало называться Территория Кюрасао. В 1948 году она получила автономию как Нидерландские Антильские острова, в 1954 году была преобразована в равноправную самоуправляемую часть Королевства Нидерландов, а в 2010 году расформирована.

## Состав
- Подветренные острова
  - Кюрасао — c 1814
  - Аруба — c 1814 до 1986
  - Бонайре — c 1814
- Наветренные острова
  - Синт-Маартен, южная часть — c 1828
  - Синт-Эстатиус — c 1828
  - Саба — c 1828

## История
Территория была оккупирована англичанами и оставалась в их руках до заключения Англо-голландского договора (13 августа 1814), по условиям которого она должна была вернуться голландской стороне.
После победы над Наполеоном, Венский конгресс (9 июня 1815) определил создание Объединенного королевства Нидерландов (из части бывшей Республики Соединенных провинций и южных провинций Нидерландов — приблизительно территория совр. Бельгии), которому вернулась часть бывших заморских колоний.
Для уменьшения расходов на содержание колоний, 3 колонии — Голландская Гвиана, Колония Кюрасао и зависимые территории (Kolonie Curaçao en onderhorigheden голл.), Синт-Эстатиус и зависимые территории (Sint Eustatius en onderhorigheden голл.) — были слиты в единую колонию Голландская Вест-Индия с центром в Парамарибо.
Объединенией 3-х колоний в Голландскую Вест-Индию было признано неудачным и 27 января 1848 она была разделена на 2 колонии — Голландскую Гвиану и Колония Кюрасао и зависимые территории, куда вошла бывш. колония Синт-Эстатиус и зависимые территории. В период Второй мировой войны, когда Нидерланды были оккупированы нацистской Германией, Голландская Гвиана, по соглашению с нидерландским правительством в изгнании во главе с королевой Вильгеминой (Wilhelmina голл.; 1880—1962), находилась под протекторатом США с 23 ноября 1941 по август 1945.
3 сентября 1948 Нидерланды официально объявили бывшую колонию частью Королевства.
28 октября 1954 была принята «Хартия Королевства Нидерландов» (Statuut voor het Koninkrijk der Nederlanden голл.), которая регулировала отношения Королевства Нидерландов с Суринамом и Нидерландскими Антилами. Согласно «Хартии», американские колонии получали самоуправление во всех вопросах, за исключением военной и внешнеполитической сферы, которая оставалась прерогативой Нидерландов.